# Adrián Gavira
Adrián Gavira Collado (Cadice, 17 settembre 1987) è un giocatore di beach volley spagnolo.

## Palmarès

### World Tour
- 1 medaglia:
  - 1 bronzo (Berlino 2013)

### Europei
- 1 medaglia:
  - 1 oro (Klagenfurt 2013)